# Hôtel Monterey
Hôtel Monterey is een Belgisch-Amerikaanse documentaire uit 1972 onder regie van Chantal Akerman.

## Verhaal
Hotel Monterey is een goedkoop hotel in Lower Manhattan. In het hotel verblijven de paria's van de Amerikaanse maatschappij. De regisseur nodigt de kijker uit om een bezoek te brengen aan dit oord en zijn bewoners. 